# 瓦里夫齊
49°19′50″N 26°33′47″E / 49.33056°N 26.56306°E
瓦里夫齊（烏克蘭語：Варівці）是位於烏克蘭西部的村莊，由赫梅利尼茨基州裡赫梅利尼茨基區的霍羅多克市鎮負責管轄。該村面積2.58平方公里，海拔高度301米，2001年人口596，人口密度每平方公里230.65人。